# سلافوي جيجك
سلافوي جيجك (بالسلوفينية: Slavoj Žižek) (21 مارس 1949)، هو فيلسوف وناقد ثقافي سلوفيني، قدم مساهمات في النظرية السياسية، ونظرية التحليل النفسي والسينما النظرية،
وهو أحد كبار الباحثين في معهد علم الاجتماع بجامعة ليوبليانا، يلقي محاضرات عادةً في مدرسة Logos في سلوفينيا، وهو أستاذ في كلية الدراسات العليا الأوروبية، ويوصف بأنه «أخطر فيلسوف سياسي في الغرب».
عمل أستاذًا زائرًا في جامعات شيكاغو، كولومبيا، برينستون، نيويورك، مينيسوتا، كاليفورنيا، ميشيغان وغيرها من الجامعات، ويشغل حاليًا منصب المدير الدولي لمعهد بيركبك للعلوم الإنسانية في كلية بيركبيك - جامعة لندن، ورئيس لجمعية التحليل النفسي النظرية في ليوبليانا، وكتب حول العديد من المواضيع كالرأسمالية، الأيديولوجية، الأصولية، العنصرية، التسامح، التعددية الثقافية، حقوق الإنسان، البيئة، العولمة، حرب العراق، الثورة، الطوباوية، الشمولية، ما بعد الحداثة، ثقافة البوب والأوبرا والسينما، واللاهوت السياسي، والدين، ويتميز بغزارة الكتابة، إذ طبع حتى الآن أكثر من 70 كتاباً ، بالإضافة إلى كتاباته شبه الدورية في صحف ومجلات متعددة كالغارديان ونيوستيتسمان ومجلة ذا بافلر [الإنجليزية].

## نبذة عامة عن حياته
ولد جيجك في لوبلانا عاصمة سلوفينيا لعائلة من الطبقة المتوسطة عام 1949، والده كان خبيراً اقتصادياً وموظفاً مدنياً من منطقة بريكمورج في شرق سلوفينيا، وأمه كان تعمل محاسبة في مؤسسة تابعة للدولة.
أمضى معظم طفولته في مدينة بورتوروز الساحلية، ثم انتقلت عائلته إلى لوبلانا حينما كان سلافوي في سن المراهقة.
وبالنسبة لوالديه فهما ملحدان.
في عام 1967م، التحق بجامعة لوبلانا، حيث درس الفلسفة وعلم الاجتماع. وحصل على دكتوراه في فنون الفلسفة من جامعة لوبلانا، ودرس التحليل النفسي في جامعة باريس الثامنة، وأعيقت مهنته في وقت مبكر بسبب البيئة السياسية في السبعينيات، وذلك بعد أن بدأ دراسته في عصر التحرر النسبي من النظام الشيوعي، وهو أحد المتأثرين بالفيلسوف السلوفيني الماركسي «بوجيدار ديبينياك» الذي قدم فكر مدرسة فرانكفورت وهي (حركة فلسفية نشأت بمدينة فرانكفورت سنة 1923م) إلى سلوفينيا، ودرّس ديبينياك الفلسفة الألمانية في كلية الفنون التابعة لجامعة لوبلانا، كذلك أثرت فيه قراءاته لماركس وهيغل، وقد كان سلافوي يتردد على أوساط المثقفين المنشقين، ونشر مقالاته في عدة مجلات كمجلة Praxis و Tribuna و Problemi وكان أحد محرريها.

## وظائفه
في عام 1971م أعطي وظيفة في جامعة لوبلانا كباحث مساعد مع وعده بالترقية. لكن في عام 1973م أزيلت القيادة الإصلاحية السلوفينية، وقام النظام بتشديد سياساته مرة أخرى، ثم أقيل بعد اتهامه صراحة أن أطروحته للماجستير ليست ماركسية. أمضى عدة سنوات بعد ذلك في الخدمة الوطنية للجيش اليوغسلافي. بعد أربع سنوات من البطالة حصل على وظيفة كاتب تسجيل في المركز الماركسي السلوفيني. وانخرط في الوقت نفسه مع مجموعة من العلماء السلوفانيين وكان تركيزهم على نظرية التحليل النفسي لجاك لاكان.
وفي عام 1979م، تعاقد مع معهد علم الاجتماع التابع لجامعة ليوبليانا ليعمل كباحث بمساعدة الفيلسوف آيفن إيربناي Ivan Urbančič، وفي بداية الثمانينيات الميلادية نشر أول كتاب له والذي كان يركز على تفسير الفلسفة الهيغلية والماركسية من منظور نظرية Lacanian للتحليل النفسي، وفي نهاية الثمانينات أصبح كاتب عمود في مجلة لديها مواقف مصادمة للنظام، وتنتقد العديد من الجوانب السياسية اليوغسلافية، خصوصا المجتمع العسكري.
وقد كان سلافوي عضوا في الحزب الشيوعي حتى شهر أكتوبر من عام 1988م، حين استقال مع اثنين وثلاثين من المثقفين السلوفانيين احتجاجا على محاكمة JBTZ [الإنجليزية] والتي حوكم فيها أربعة أشخاص وحكم عليهم بالسجن بتهمة «خيانة أسرار عسكرية»، بعد كتابتهم ونشرهم لمقالات تنتقد الجيش الشعبي اليوغوسلافي، وقد أثارت هذه المحاكمة ضجة كبيرة في أنحاء البلاد.
بين عامي 1988 و 1990، شارك في العديد من الحركات السياسية والمجتمع المدني التي تحارب من أجل تحقيق الديمقراطية في سلوفينيا، وبالأخص لجنة الدفاع عن حقوق الإنسان.
وفي أول انتخابات حرة في عام 1990، سارع بترشيح نفسه لرئاسة الجمهورية لسلوفينيا عن الحزب الديمقراطي الليبرالي، ووصف نفسه في ظهور إعلامي عام 2009 أنه يساري متطرف.

## مساهماته
نشر عام 1989 كتابه الأول بالإنجليزية The Sublime Object of Ideology حصل بعدها على اعتراف دولي باعتباره منظر اجتماعي.
وعلى مدى 25 عاما كان سلافوي بسبب العزل الأكاديمي له قادرا على حضور المؤتمرات في جميع أنحاء العالم.

## مؤلفاته المترجمة للعربية
| الكتاب                                             | المترجم     | سنة النشر | ملاحظات                                |
| -------------------------------------------------- | ----------- | --------- | -------------------------------------- |
| مرحباً في صحراء الواقع                              | أحمد حسان   | 2011      |                                        |
| سنة الأحلام الخطيرة                                | أمير زكي    | 2011      | [ 4 ]                                  |
| الفلسفة في الحاضر                                  | يزن الحاج   | 2013      | ألفه بالاشتراك مع الفيلسوف ألان باديو. |
| بداية كمأساة وأخرى كمهزلة                          | أماني لازار | 2015      |                                        |
| تراجيدية في البدايه هزلية في النهاية               | غادة الإمام | 2015      |                                        |
| العنف: تأملات في وجوهه الستة                       | فاضل جتكر   | 2017      | [ 5 ]                                  |
| الجائحة: كوفيد-19 يهز العالم                       | محمد الضبع  | 2020      | [ 6 ]                                  |
| كيف نقرأ لاكان                                     | جلال بدلة   | 2021      | [ 7 ]                                  |
| ضد الابتزاز المزدوج: اللاجئون والإرهاب ومشاكل أخرى | مينا ناجي   | 2022      |                                        |

## اللغات
يجيد من اللغات السلوفينية والصربية والكرواتية والإنجليزية والفرنسية والألمانية ولديه أساسيات اللغة الإيطالية.

## إيمانه
سلافوي يعتبر نفسه ملحدا ونشر مقالة في صحيفة نيويورك تايمز حيث يقول أن الإلحاد إرث عظيم لأوروبا، وأعرب عن تأييده لنشر الإلحاد في القارة الأوروبية.

## فيديوهات مترجمة أو مدبلجة للعربية
سلافوي جيجك: لنبدأ التفكير الآن
- مقابلة الفيلسوف سلافوي جيجك : سينما اليوم ساحة للصراع الإدلوجي http://www.youtube.com/watch?v=9THpeBnOUPA
- جيجك وحديث عن النظام العالمي والثورة المصرية http://www.youtube.com/watch?v=i22MZQLj0_g

## روابط خارجية
- سلافوي جيجك على موقع IMDb (الإنجليزية)
- سلافوي جيجك على موقع الموسوعة البريطانية (الإنجليزية)
- سلافوي جيجك على موقع روتن توميتوز (الإنجليزية)
- سلافوي جيجك على موقع مونزينجر (الألمانية)
- سلافوي جيجك على موقع ألو سيني (الفرنسية)
- سلافوي جيجك على موقع ميوزك برينز (الإنجليزية)
- سلافوي جيجك على موقع أول موفي (الإنجليزية)
- سلافوي جيجك على موقع قاعدة بيانات الأفلام السويدية (السويدية)
- سلافوي جيجك على موقع إن إن دي بي (الإنجليزية)
- سلافوي جيجك على موقع ديسكوغز (الإنجليزية)